# Bojan Prašnikar
Bojan Prašnikar (Šmartno ob Paki, 3 februari 1953) is een voormalig Sloveens voetballer, die na zijn actieve carrière het trainersvak instapte. Hij was onder meer drie keer bondscoach van Slovenië, en trainde daarnaast tal van clubs in zijn vaderland. Zijn dochter Lara Prašnikar is eveneens actief als voetbalster.
Prašnikars meest succesvolle periode als trainer-coach was bij NK Maribor in de periode 1996-2000. Onder zijn leiding won de club de Sloveense landstitel vier keer en plaatste Maribor zich voor de groepsfase van de UEFA Champions League (de enige Sloveense club die dit ooit wist te bereiken), na het verslaan van KRC Genk en Olympique Lyon in de voorrondes.
Prašnikar was 's lands eerste bondscoach van de nationale ploeg na de onafhankelijkheid van Slovenië in 1991. Eind 1997 keerde hij voor korte tijd terug, om na het WK voetbal 2002 voor de derde maal aan te treden, ditmaal als vervanger van de opgestapte Srečko Katanec.
Onder zijn leiding speelde Slovenië op 19 juni 1991 de eerste interland uit de geschiedenis van de voormalige Joegoslavische republiek. Het betrof echter een officieus duel tegen Kroatië, zes dagen voordat Slovenië onafhankelijk werd van Joegoslavië. De wedstrijd werd gespeeld in Murska Sobota en met 1-0 gewonnen door de Kroaten dankzij een doelpunt van Fabijan Komljenović. Minder dan twaalf maanden later, op 3 juni 1992, volgde de eerste officiële interland. Tegenstander was Estland. Het oefenduel in het Kadrioru Staadion in Tallinn eindigde in een 1-1 gelijkspel. Igor Benedejčič maakte na rust de gelijkmaker voor de Slovenen, nadat aanvaller Aleksandr Puštov de thuisploeg in de eerste helft op voorsprong had gezet.